# Nadstaw
Nadstaw is een plaats in het Poolse district  Rawicki, woiwodschap Groot-Polen. De plaats maakt deel uit van de gemeente Jutrosin en telt 100 inwoners.